# SCP：秘密实验室
SCP：秘密实验室（英語：SCP: Secret Laboratory）是一款多人恐怖游戏。这款游戏使用Unity引擎并且该游戏作为独立游戏发行。

## 概述
SCP: 秘密实验室基于2012年恐怖游戏SCP - 收容失效。SCP基金会是一个虚构的组织，致力于捕捉并研究超自然的实体和物体（称为SCP）。
根据官网故事情节描述，SCP: 秘密实验室发生在秘密地下设施Site-02收容失效之后。

## 玩法
在SCP: 秘密实验室中，玩家可以扮演以下角色：
- D级人员 - 因故成为实验小白鼠的囚犯，任务是不引人注目地逃离设施。
- 九尾狐 - 一支精英中的精英部队，将Site-02重新控制以及收容任何SCP。
- 设施警卫 - 目标是协助科学家逃离设施，并协助九尾狐。
- 科学家 - 被卷入收容失效事件，目的是活着逃离设施。
- SCP - 试着尽可能杀死更多人的“异常”。
- 混沌分裂者 - 基金会的背叛者。目的是帮助D级人员逃离，来获取有益的信息。
- 逃出去的D级人员会变成混沌分裂者征召兵（若被九尾狐扣押则变成九尾狐列兵），逃出去的科学家将变成九尾狐收容专家（若被混沌分裂者扣押则变成混沌分裂者征召兵）

在游戏过程中死亡或加入的玩家将定时作为九尾狐部队或混沌分裂者部队重新生成。在新版本中，队伍的生成依据于重生点数，每个队伍都可以通过完成不同任务获得更多点数。
每个队伍通过完成不同条件在这局游戏中获胜，一般获胜条件在于场上剩下的阵营，以及逃出去的阵营：
- SCP通过杀死所有人类。
- D级人员逃离的数量需要大于场上所剩的SCP数量，并且大于逃出科学家的数量判断获胜。若没有D级人员逃离，SCP都被收容，也没有科学家逃离，场上只剩下混沌分裂者时，也判断分裂者获胜。
- 机动特遣队人员需要收容SCP。当场上没有SCP，逃离科学家的数量大于D级人员，同时场上没有混沌分裂者时，判定基金会获胜。若没有科学家逃离，同时没有D级人员逃离，并且SCP全部被收容，场上只剩下基金会阵营时，也判定为基金会的胜利。

- SCP全部被收容，场上只剩下机动特遣队，逃离的D级人员数量大于逃离的科学家；场上只剩下混沌分裂者，逃离的科学家数量大于逃离的D级人员，两种情况都视作陷入僵局。
- 设施基于一些预设布局随机生成且被分为四个区域：轻收容区、重收容区、办公区以及地表。遊戲開始15分钟后，轻收容区会开始“净化”，这会杀死所有在轻收容区的玩家且关闭轻收容区所有的门以及检查点的电梯。[1][2]

### 语音聊天
该游戏的一大特色是具有一个允许不同类别的人员在短距离内相互交谈的近距离聊天系统，但MTF小队配备有允许他们可在同一频率上远距离通信的无线电。旁观者和SCP有属于它们自己而不受距离限制的专用语音频道。SCP-079可以通过设施内广播与人类交流，其他SCP不可以和人类交流，早期SCP-939可以自由使用語音，現今只能播放被其杀死的玩家的语音。人类通过SCP-1576可以跟旁观者状态的玩家对话以获取场上的情况。

### 重要武器
- 游戏允许玩家激活设施内的核弹头。一旦核弹头爆炸，地下设施内的玩家将因爆炸而死亡，通往地下设施的电梯将会停用。
- Micro HID是一种在游戏中威力极大的武器。为了平衡其较高的伤害水平，在发射前需要预热时间。[3]

## 发行
《秘密实验室》于2017年在Steam发布。

## 评价
为Oxen Game写作的凯拉·菲茨杰拉德称秘密实验室为“多人游戏中的最新概念”。她称赞秘密实验室的游戏性，绘图和音效，但也指出该游戏具有角色不平衡、易崩溃和难以连接到服务器的问题。为Game Tyrant写作的迪安·克拉克认为这款游戏很有趣，但他指出加入服务器和在游戏中进行武器瞄准都是困难的。这些评论者认为，一旦各种确定的问题被解决，秘密实验室将会显现出巨大的潜力。